# Green Arrow
Pour les articles homonymes, voir Arrow.
Pour le personnage homonyme de la série télévisée Smallville, voir Oliver Queen (Smallville).
 (août 2017).
Si vous disposez d'ouvrages ou d'articles de référence ou si vous connaissez des sites web de qualité traitant du thème abordé ici, merci de compléter l'article en donnant les références utiles à sa vérifiabilité et en les liant à la section « Notes et références ».
Oliver « Ollie » Queen, dit Green Arrow (littéralement « Flèche verte »), est un personnage de comics appartenant à l'univers de DC Comics créé par Mort Weisinger et George Papp. Il est apparu pour la première fois dans More Fun Comics #73 en 1941.

## Biographie

Armoiries de la famille Queen.

### Origines
À l'origine, Oliver Queen n'était qu'un riche playboy jusqu'à son naufrage sur l'île de Lian Yu où il dut apprendre à survivre en développant son habileté à l'arc. Il opère depuis dans la ville de Starling City (dont il sera plus tard maire).
La récente mini-série Green Arrow : Year One a légèrement modifié cette origine en transformant le milliardaire Oliver Queen en adepte des situations extrêmes. Sa vocation de justicier est éveillée lorsqu'il doit combattre des trafiquants de drogue qui ont réduit en esclavage les habitants de l'île sur laquelle il échoue. Cette nouvelle origine explique d'ailleurs l'indignation paradoxale du milliardaire devant l'exploitation des travailleurs.
Il fut le petit-ami de l'héroïne Black Canary (Dinah Laurel Lance) et prit sous son aile le jeune Roy Harper qui le suivit dans ses aventures sous le nom de Speedy, avant de prendre son indépendance sous le nom d'Arsenal, puis de rendre hommage à son mentor en adoptant récemment l'alias de Red Arrow. Il est également un membre régulier de la JLA. 
Pendant longtemps, il fut traité comme un sous-Batman, avec une Arrow-cave, un Arrow-plane... Dans les années 60, Denny O'Neil et Neal Adams révolutionnèrent le personnage en le relookant et en l'associant à Green Lantern dans des histoires plus proches des problèmes contemporains (au nombre desquelles des épisodes où l'on découvrit que Speedy se droguait), qui firent de Green Arrow un personnage contestataire.
L'un des évènements charnières dans l'histoire du personnage est le meurtre accidentel d'un homme : pris sous le feu d'un tireur, Oliver Queen lui décoche une flèche. Le tireur, touché, chute de l'immeuble d'où il faisait feu, trouvant la mort. Oliver Queen, désireux de quitter un monde trop violent, se réfugie dans un sanctuaire. Il en sortira quelques mois plus tard à l'instigation de Green Lantern. Cependant, le personnage sera plus sombre qu'à l'origine.
Il adoptera des méthodes plus violentes, décochant des flèches réelles au lieu des gadgets initiaux, et va jusqu'à tuer de sang-froid un homme qui avait torturé et mutilé Dinah Lance, dont il se séparera quelque temps, avant de l'épouser. Oliver Queen sombre plus encore lors de Zero Hour lorsqu'il croit être responsable de la mort d'Hal Jordan, son ami Green Lantern devenu fou. Il se retire à nouveau dans un sanctuaire et y rencontre Connor Hawke, son fils, dont il ignorait l'existence. Enfin, lors d'une aventure, Green Arrow se retrouve le bras piégé dans une bombe. Il refuse alors que Superman lui sectionne le bras pour le sauver, et meurt dans l'explosion. Ce décès est inspiré par un passage de Batman: Dark Knight.
Après son décès dans le #101 de sa série, il est remplacé par son fils Connor Hawke.

### Futur alternatif (Batman: Dark Knight Returns)
Green Arrow apparaît dans le comic Batman: Dark Knight Returns, série de 1986 décrivant un futur possible, parue plus de 10 ans avant son décès dans sa propre série. On le voit vieux, parler avec Bruce Wayne (alias Batman). Il a un bras coupé qu'il attribue à Superman, et on peut en déduire que celui-ci le lui coupa contre son avis pour le sauver de la bombe. Il aide Batman à combattre Superman avec une flèche à la kryptonite (il bande désormais son arc avec les dents). Il se sauve en compagnie de Robin et aide Batman, qui se fait passer pour mort, à reconstruire la batcave à l'aide des ex-mutants et des « fils de Batman ». Chuck Dixon, auteur de la série Green Arrow à la fin des années 1990, s'est servi de ce futur alternatif, décrivant Oliver Queen manchot, pour créer la mort de son personnage.

### Résurrection
En avril 2001, le réalisateur Kevin Smith ressuscita le personnage dans le volume 2 de la série avec le concours du dessinateur Phil Hester.
Hal Jordan, alors le tout puissant Parallax, ressuscite Green Arrow durant le crossover Final Night, afin de s'absoudre de ses propres erreurs. Oliver Queen erre tout d'abord dans les rues de Star City avant d'apprendre que seul son corps a retrouvé vie et que son âme se trouve encore au Paradis. Bientôt complet, il tente de rassembler les débris de sa vie passée en prenant sous son aile une nouvelle Speedy et en ravivant son amour pour Black Canary. Il s'impose en outre comme le défenseur de Star City et est confronté à de nouveaux ennemis, tels que Drakon ou Brick.
Cependant, le passé revient hanter Oliver Queen et la Justice League : il est révélé que plusieurs membres de la ligue ont lavé le cerveau du Dr. Light après le viol de Sue Dibny, ainsi que de Batman après que celui-ci les a découverts, et de plusieurs autres criminels. La révélation de ce secret lui aliène les autres héros et attire la vengeance de plusieurs super-vilains, dont Docteur Light. La vengeance de celui-ci culmine lors d'un assaut collectif durant les évènements de Infinite Crisis. En effet, Green Arrow voit Star City, la ville qu'il protège, exploser autour de lui alors qu'il est transpercé de deux flèches en pleine poitrine par Merlyn, l'un de ses anciens ennemis.
Durant l'année relatée dans 52, Oliver Queen et ses protégés s'exilent dans une île pour soigner leurs blessures et tenter de se reconstruire. Queen s'adjoint durant ce temps les services du mentor de Deathstroke et de grands maîtres des arts martiaux et poursuit un entraînement intensif. L'année écoulée, en découvrant que la moitié des habitants de Star City est confinée derrière un mur séparant la ville des ruines causées par l'explosion de l'année précédente, Oliver Queen s'engage dans une course pour la mairie de sa ville et remporte les élections. L'une de ses plus grandes victoires est celle qu'il remporte contre le mercenaire Deathstroke, qu'il parvient à défaire et à expédier en prison. Il sera cependant bientôt débouté de ses fonctions, mais son dernier acte est de faire tomber le mur. La série s'achève sur la proposition en mariage de Green Arrow à Black Canary.

## Aptitudes
- Inspiré de Robin des Bois, Green Arrow ne possède aucun pouvoir surhumain, mais c'est le meilleur archer de tout l'univers DC. Son arsenal contient des flèches spéciales, telles que la fameuse flèche-gant de boxe, la flèche-boomerang, la flèche lacrymogène, ou la flèche à bombe à retardement, pour ne citer que celles-là.
- Il est aussi ceinture noire de karaté et de judo et un excellent escrimeur, ce qui en fait un redoutable combattant. Il a approximativement la quarantaine mais son entraînement physique régulier lui permet de tenir tête à des adversaires plus jeunes que lui. Le personnage a été fortement rajeuni dans les News 52.

## Autres médias

### Dans les séries télévisées

#### Smallville

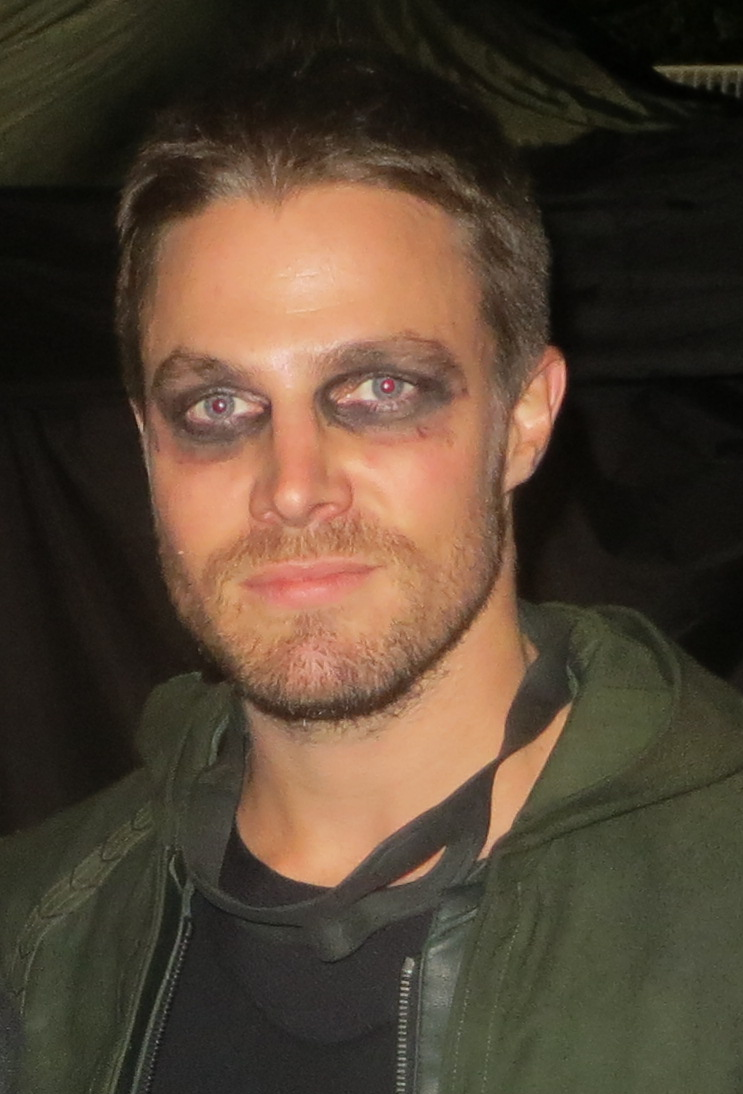
Stephen Amell en tant que Green Arrow dans Arrow.

- Green Arrow est interprété par Justin Hartley dans la série télévisée Smallville. Dans la série, Oliver finit marié avec Chloe Sullivan et non avec Black Canary.

#### Arrowverse
Stephen Amell interprète Oliver Queen / Green Arrow dans la plupart des séries de super-héros du réseau télévisuel The CW. La série qui est à l'origine de cet univers est d'ailleurs celle centrée autour de ce personnage qui adopte au passage un ton plus réaliste.
- Dans Arrow, Oliver Queen revient à Starling City après avoir disparu pendant cinq ans à la suite d'un naufrage. Afin d'honorer la mémoire de son père, mort dans l'incident, il entame une lutte vengeresse en tant que justicier masqué contre ceux qui gangrènent sa ville, d'où sa célèbre expression "You have failed this city !". La série suit en parallèle les aventures d'Oliver dans le présent ainsi que ses 5 années de survie qu'il a passé loin de la civilisation. Au cours des saisons, il changera beaucoup de pseudonyme, étant d'abord connu comme The Hood ou The Vigilante dans les deux premières saisons, puis comme Arrow dans la saison 3. Il n'adopte réellement le nom de Green Arrow qu'à partir de la saison 4.
- Stephen Amell reprend son rôle dans The Flash, une série dérivée d'Arrow. Il apparaît durant les épisodes 1,8 et 22 lors de la première saison et durant l'épisode 8 lors de la seconde saison. On le retrouve par la suite dans les crossover annuels Invasion !, Crisis On Earth-X, Elseworlds et Crisis on Infinite Earths.
- Amell est également présent dans Legends of Tomorrow, troisième série de l'Arrowverse. Il interprète une version âgée du héros dans le sixième épisode (dont l'action se déroule en 2046), puis il réapparaît lors du premier épisode de la saison 2 où il aide Nate Heywood à retrouver l'équipe des Legendes.
- L'acteur reprend également son rôle durant la première partie de Crisis on Earth-X qui se déroule dans Supergirl puis dans la troisième partie de Elseworlds.
- Dans le crossover Elseworlds, c'est Grant Gustin qui incarne le personnage, puisque les deux héros ont échangé leurs identités.
- Dans le crossover Crisis on Infinite Earths, Green Arrow sacrifie sa vie pour recréer l'univers et une ligue des justiciers est créée en son honneur
- Dans l'éventuel spin-off "Green Arrow and the Canaries", c'est Mia Queen, la fille d'Oliver et de Félicity, qui reprend le costume de Green Arrow pour honorer la mémoire de son père.

### Séries télévisées d'animation
- La Ligue des justiciers (Justice League puis Justice League Unlimited, 91 épisodes, Paul Dini, Bruce Timm, 2001-2006) avec Kin Shriner (VF : Roland Timsit)
- Batman (The Batman, Duane Capizzi, Michael Goguen, 2004-2008) avec Chris Hardwick (VF : Michel Vigné)
- Batman : L'Alliance des héros (Batman : The Brave and the Bold, 2008-2011) avec James Arnold Taylor (VF : Donald Reignoux)
- La Ligue des Justiciers : Nouvelle Génération (Young Justice, Greg Weisman, Brandon Vietti, 2010-) avec Alan Tudyk (VF : Jérôme Pauwels)
- Justice League Action
- DC Super Hero Girls (série télévisée)

### Jeux vidéo
Il apparaît en tant que personnage secondaire dans le jeu Héros de la Ligue des justiciers puis le joueur peut le sélectionner pour différentes missions.
Le personnage apparaît dans le jeu Lego Batman 3 : Au-delà de Gotham  doublé par Stephen Amell.
Il est aussi disponible dans le jeu Injustice : Les dieux sont parmi nous et Injustice 2, doublé par Stephen Amell pour sa version du Arrowverse qui est d’ailleurs disponible en DLC.
Il est présent dans le pack contenant les héros du Arrowverse dans le jeu Lego DC Super-Villains

### Documentation
- Patrick Gaumer, « Green Arrow », dans Dictionnaire mondial de la BD, Paris, Larousse, 2010 (ISBN 9782035843319), p. 392.
- (en) Jacob Lewis, « Green Arrow », dans M. Keith Booker (dir.), Encyclopedia of Comic Books and Graphic Novels, Santa Barbara, Grenwood, 2010, xxii-xix-763 (ISBN 9780313357466), p. 265-267.
- (en) Melanie Scott, DC Comics Ultimate Character Guide New Edition, Dorling Kindersley, mars 2019, 216 p. (ISBN 978-1-4654-7975-4, lire en ligne), p. 84